# هاناک

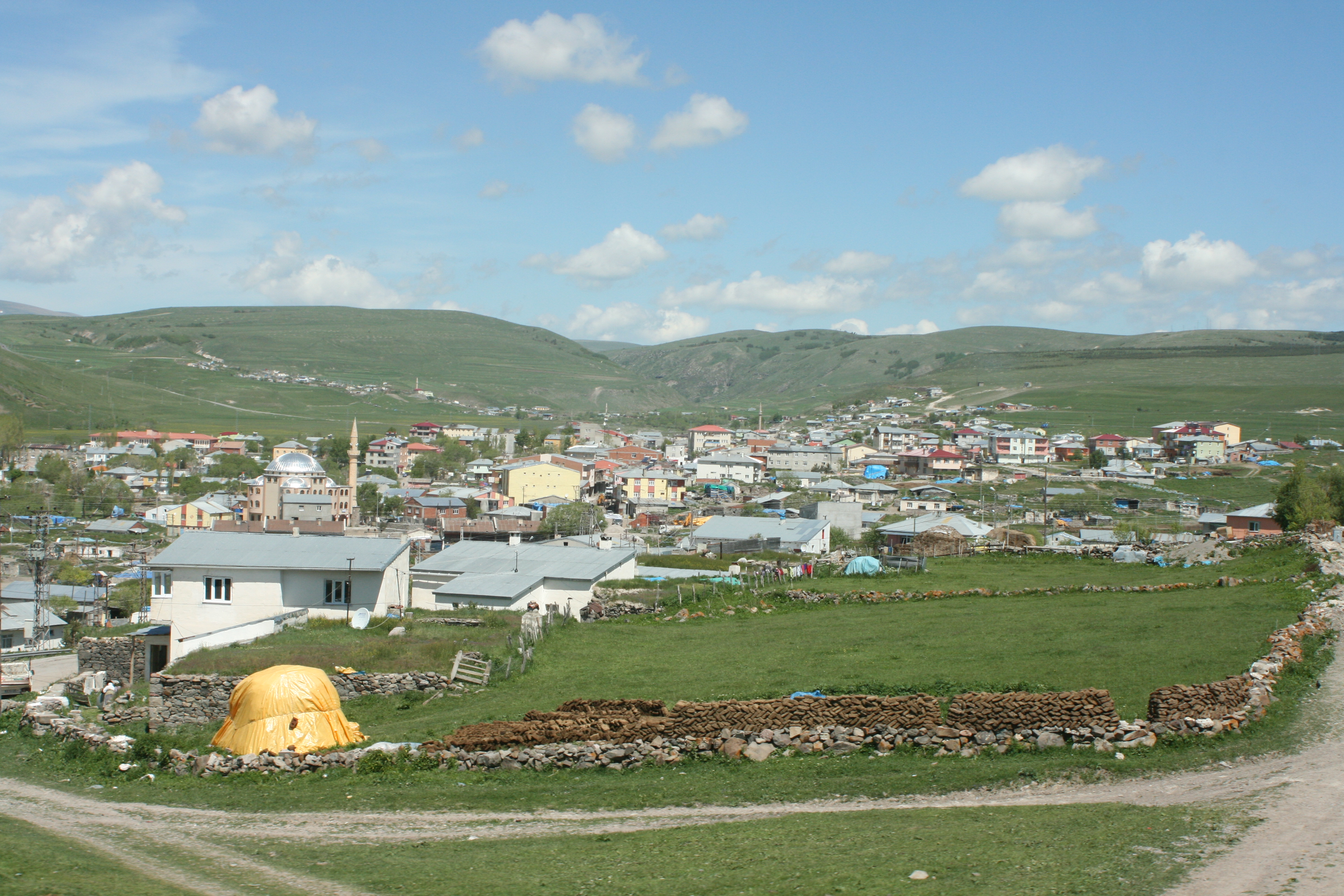
نمایی از هاناک، یک منطقه مسکونی در ترکیه - ۲۰۱۳

هاناک (انگلیسی: Hanak) یک منطقه مسکونی در ترکیه است که در استان اردهان واقع شده‌است.